# André Moreira
Pour les articles homonymes, voir Moreira.
André Campos Moreira, plus communément appelé André Moreira, est un footballeur portugais né le 2 décembre 1995 à Ribeirão (pt), Vila Nova de Famalicão. Il évolue au poste de gardien de but.

## Biographie

### En club
Transféré à l'Atlético de Madrid en 2014, il est prêté dans de nombreux clubs au Portugal,.

### En équipe nationale
Avec les moins de 19 ans, il participe au championnat d'Europe des moins de 19 ans en 2014. Lors de cette compétition, il joue cinq matchs, l'équipe s'incline en finale.
Avec les moins de 20 ans, il dispute la Coupe du monde des moins de 20 ans en 2015. Lors du mondial junior organisé en Nouvelle-Zélande, il joue cinq matchs.  Le Portugal s'incline en quarts de finales face au Brésil.

## Palmarès
Avec l'équipe du Portugal de moins de 19 ans :
- Finaliste du championnat d'Europe des moins de 19 ans en 2014